# Langley (Washington)
Langley és una població dels Estats Units a l'estat de Washington. Segons el cens del April 1, 2006 tenia 1.055 habitants.

## Demografia
Segons el cens del 2000, Langley tenia 959 habitants, 486 habitatges, i 268 famílies. La densitat de població era de 451,6 habitants per km².
Dels 486 habitatges en un 24,3% hi vivien nens de menys de 18 anys, en un 40,9% hi vivien parelles casades, en un 12,1% dones solteres, i en un 44,7% no eren unitats familiars. En el 39,9% dels habitatges hi vivien persones soles el 21,2% de les quals corresponia a persones de 65 anys o més que vivien soles. El nombre mitjà de persones vivint en cada habitatge era d'1,97 i el nombre mitjà de persones que vivien en cada família era de 2,61.
Per edats la població es repartia de la següent manera: un 19,7% tenia menys de 18 anys, un 5,8% entre 18 i 24, un 15,7% entre 25 i 44, un 35,5% de 45 a 60 i un 23,3% 65 anys o més.
L'edat mediana era de 49 anys. Per cada 100 dones de 18 o més anys hi havia 72,3 homes.
La renda mediana per habitatge era de 34.792 $ i la renda mediana per família de 51.563 $. Els homes tenien una renda mediana de 41.750 $ mentre que les dones 30.125 $. La renda per capita de la població era de 24.940 $. Aproximadament el 5,2% de les famílies i el 10,6% de la població estaven per davall del llindar de pobresa.

## Poblacions més properes
El següent diagrama mostra les poblacions més properes.